# Lycianthes laevis
Lycianthes laevis är en potatisväxtart. Lycianthes laevis ingår i Himmelsögonsläktet som ingår i familjen potatisväxter.

## Underarter
Arten delas in i följande underarter:
- L. l. bigeminata
- L. l. kaitisis
- L. l. laevis
- L. l. luzonensis
- L. l. glabratula
- L. l. gouakai
- L. l. kotoensis